# 安住寺 (徳島市)
安住寺（あんじゅうじ）は、徳島県徳島市寺町にある真言宗大覚寺派の寺院。山号は月周山。院号は青蓮院。徳島二十四ヶ所地蔵霊場13番札所。

## 歴史
開基は行基。「阿波志」よれば、旧勝浦郡宮井村に真国寺と称していたが、後に徳島城中龍祠の畔に移し、誦経房と称した。
寛永年間（1624年-1644年）に現在地へ移る。

## 交通
- JR「徳島駅」より徒歩で約15分。
- 徳島自動車道「徳島インターチェンジ」より車で約10分。